# BMW K 75 RT
Die BMW K 75 RT ist ein Motorrad der Kategorie Tourer, das von 1989 bis 1996 angeboten wurde. Sie ist die reisetauglichste Variante der BMW-Baureihe K 75, die als weltweit einzige Modellserie einen liegenden Dreizylinder-Reihenmotor aufweist. Ursprüngliche Basis ist die 1985 präsentierte BMW K 75 C.

## Beschreibung

### Allgemeines
Die K 75-Baureihe ist technisch eng verwandt mit der 1983 präsentierten BMW K 100 mit Vierzylinder-Reihenmotor. Die Baureihe wurde zwei Jahre nach Präsentation des Vierzylinders als kleinere Version nachgeschoben. Technische Hauptunterschiede zwischen beiden K-Baureihen sind der geänderte Rahmen und die Hinterradbremse – Trommelbremse mit mechanischer Betätigung statt Scheibenbremse mit hydraulischer Betätigung – sowie natürlich der Motor.
Spätere Modelle erhielten dann ebenfalls im Hinterrad eine Scheibenbremse, was sich spätestens mit der Einführung des (zunächst auf Wunsch erhältlichen) ABS als erforderlich erwies. Die Baureihe K 75 besitzt den einzigen von BMW je für Motorräder gebauten Dreizylindermotor. Es handelt sich prinzipiell um den um eine Zylindereinheit gekürzten Motor der K 100. Um die für Dreizylinder typischen Vibrationen aufgrund des unvollständigen Massenausgleichs zu beseitigen, hat der Motor der K 75 eine Ausgleichswelle. Im Resultat lief der Motor der 75 sogar ruhiger und vibrationsärmer als der Vierzylinder der K 100. Der Motor entwickelt aus 740 cm³ eine Nennleistung von 55 kW (75 PS) bei 8500/min. Recht große Verbreitung erreichte die K 75 in einer speziellen, von der K 75 RT abgeleiteten Behördenversion für die Polizei, die neben anderen Änderungen einen Einzelsitz statt der für zwei Personen geeigneten Sitzbank und einen dahinter angebrachten Koffer für die Funkausrüstung aufweist.
Das Motorrad beschleunigt in 4,6 Sekunden von 0 auf 100 km/h und erreicht eine Höchstgeschwindigkeit von 185 km/h.

### Details
Hauptmerkmal der K 75 RT gegenüber anderen Modelle der Baureihe ist die großflächige Vollverkleidung, die zwar naturgemäß das Gewicht erhöht und die Stirnfläche vergrößert und somit die möglichen Maximalfahrleistungen beeinträchtigt, aber dem Fahrer einen guten Wind- und Wetterschutz bietet. Sie ähnelt in ihrer eigenwilligen, kantigen Form der gleichartig konzipierten Verkleidung der BMW K 100 RT. Serienmäßig wurden alle RT-Modelle mit Packkoffern ausgeliefert; gleiche Koffer waren für die einfacheren K-Modelle nur als Zubehör oder gegen Aufpreis erhältlich. Als eines der ersten Motorräder überhaupt war die K 75 RT von Anfang an optional mit einem Antiblockiersystem erhältlich.
Charakteristisches Merkmal aller Motorräder der K-Baureihe ist der horizontal längs (Zylinder in Fahrtrichtung hintereinander, Zylinderkopf links, Kurbelwelle rechts) eingebaute Reihenmotor, der seine Kraft über eine Zwischenwelle und eine Einscheibentrockenkupplung an das in Fahrtrichtung dahinter liegende Fünfgang-Getriebe weiterleitet. Technisch bedingt erzeugt diese ungewöhnliche Konstruktion ein surrendes bis heulendes Geräusch, was der K-Baureihe den Spitznamen „Staubsauger“ einhandelte. Der Motor-Getriebeblock wurde als tragendes Bauteil des Fahrwerks mitbenutzt: Die Hinterradaufhängung ist am Getriebe gelagert und hat keine direkte Verbindung zum Rahmen.
Die Dreizylinder-Baureihe K 75 wurde 1996 aus dem Programm genommen. Auch die Vierzylinder-Baureihe – aus der K100 in mehreren Evolutionsschritten bis zur K 1200 RS weiterentwickelt – wurde Schritt für Schritt von der neuen BMW-Motorradbaureihe mit quer eingebautem Vierzylinder-Reihenmotor abgelöst. Bis 2009 war die alte K-Baureihe mit Längsmotor nur noch in Form des Luxustourers BMW K 1200 LT im Fertigungsprogramm.

### Weiterentwicklung
Gründe, das Längsmotorkonzept nach über 20 Jahren zu verlassen, waren die technischen Grenzen dieses Konzeptes. So war eine weitere Hubraumvergrößerung über die zuletzt erreichten 1171 cm³ der K 1200 nicht mehr zu erreichen, da eine Vergrößerung der Zylinderbohrung nicht im Motorblock unterzubringen und auch eine Verlängerung des Kolbenhubs problematisch war. Ein weiterer prinzipbedingter – optischer, nicht technischer – Nachteil des horizontalen Reihenmotors ist dessen ungewöhnliches, kastenartiges Aussehen, das zwar nur bei den nur halb- oder unverkleideten Modellversionen auffiel, aber nicht bei allen Kunden gut ankam und zudem nicht mit den neuen Stiltendenzen im Motorraddesign harmonierte, in denen rechteckige Formen als nicht „dynamisch“ genug empfunden werden.

### Verkaufszahlen
Insgesamt wurde die K 75 RT in einer Stückzahl von 21.264 Exemplaren gebaut und war damit meistgebautes Modell der Baureihe K 75. Andere K-75-Versionen sind die BMW K 75 C (Basismodell mit kleiner Lenkerverkleidung, gebaut von 1985 bis 1990, 9566 Stück), die BMW K 75 S (Sportversion mit rahmenfester Halbverkleidung, 1985–1995, 18649 Stück) und die BMW K 75 (neues Basismodell ganz ohne Verkleidung, 1986–1996, 18485 Stück). Die Neupreise lagen stets am oberen Ende der 750er-Klasse.